# Lista uczestników Tour de France 2016
Lista uczestników Tour de France 2016:
W Tour de France 2016 wystartowało 198 zawodników z 22 profesjonalnych ekip.

## Lista uczestników
| Legenda | Legenda                                                                                         |
| ------- | ----------------------------------------------------------------------------------------------- |
|         | Zwycięzca klasyfikacji generalnej                                                               |
|         | Zwycięzca klasyfikacji górskiej                                                                 |
|         | Zwycięzca klasyfikacji punktowej                                                                |
|         | Zwycięzca klasyfikacji młodzieżowej                                                             |
|         | Najaktywniejszy kolarz całego wyścigu                                                           |
| DNS     | Oznaczenie zawodników, którzy nie przystąpili do danego etapu                                   |
| DNF     | Oznaczenie zawodników, którzy nie ukończyli danego etapu                                        |
| HD      | Oznaczenie zawodników, którzy przekroczyli limit czasowy na danym etapie                        |
| *       | Oznaczenie zawodników urodzonych po 1 stycznia 1991, uwzględnianych w klasyfikacji młodzieżowej |

### Team Sky
| Team Sky SKY | Team Sky SKY    | Team Sky SKY    | Team Sky SKY | Team Sky SKY                                  | Team Sky SKY |
| Numer        | Zawodnik        | Państwo         | Wiek         | Uwagi                                         | Miejsce      |
| ------------ | --------------- | --------------- | ------------ | --------------------------------------------- | ------------ |
| 1            | Chris Froome    | Wielka Brytania | 31           |                                               | 1.           |
| 2            | Sergio Henao    | Kolumbia        | 28           |                                               | 12.          |
| 3            | Wasil Kiryjenka | Białoruś        | 35           | Mistrz Świata w jeździe indywidualnej na czas | 103.         |
| 4            | Mikel Landa     | Hiszpania       | 26           |                                               | 35.          |
| 5            | Mikel Nieve     | Hiszpania       | 32           |                                               | 17.          |
| 6            | Wout Poels      | Holandia        | 28           |                                               | 28.          |
| 7            | Luke Rowe       | Wielka Brytania | 26           |                                               | 151.         |
| 8            | Ian Stannard    | Wielka Brytania | 29           |                                               | 161.         |
| 9            | Geraint Thomas  | Wielka Brytania | 30           |                                               | 15.          |

### Movistar Team
| Movistar Team MOV | Movistar Team MOV  | Movistar Team MOV | Movistar Team MOV | Movistar Team MOV                                 | Movistar Team MOV |
| Numer             | Zawodnik           | Państwo           | Wiek              | Uwagi                                             | Miejsce           |
| ----------------- | ------------------ | ----------------- | ----------------- | ------------------------------------------------- | ----------------- |
| 11                | Nairo Quintana     | Kolumbia          | 26                |                                                   | 3.                |
| 12                | Alejandro Valverde | Hiszpania         | 36                |                                                   | 6.                |
| 13                | Winner Anacona     | Kolumbia          | 27                |                                                   | 69.               |
| 14                | Imanol Erviti      | Hiszpania         | 32                |                                                   | 108.              |
| 15                | Jesús Herrada      | Hiszpania         | 25                |                                                   | DNF-15            |
| 16                | Gorka Izagirre     | Hiszpania         | 28                |                                                   | DNF-17            |
| 17                | Ion Izagirre       | Hiszpania         | 27                | Mistrz Hiszpanii w jeździe indywidualnej na czas  | 47.               |
| 18                | Daniel Moreno      | Hiszpania         | 34                |                                                   | 31.               |
| 19                | Nelson Oliveira    | Portugalia        | 27                | Mistrz Portugalii w jeździe indywidualnej na czas | 80.               |

### Pro Team Astana
| Pro Team Astana AST | Pro Team Astana AST | Pro Team Astana AST | Pro Team Astana AST | Pro Team Astana AST | Pro Team Astana AST |
| Numer               | Zawodnik            | Państwo             | Wiek                | Uwagi               | Miejsce             |
| ------------------- | ------------------- | ------------------- | ------------------- | ------------------- | ------------------- |
| 21                  | Fabio Aru           | Włochy              | 25                  |                     | 13.                 |
| 22                  | Vincenzo Nibali     | Włochy              | 31                  |                     | 30.                 |
| 23                  | Jakob Fuglsang      | Dania               | 31                  |                     | 52.                 |
| 24                  | Andrij Hriwko       | Ukraina             | 32                  |                     | 86.                 |
| 25                  | Tanel Kangert       | Estonia             | 29                  |                     | 26.                 |
| 26                  | Aleksiej Łucenko*   | Kazachstan          | 23                  |                     | 63.                 |
| 27                  | Diego Rosa          | Włochy              | 27                  |                     | 37.                 |
| 28                  | Luis León Sánchez   | Hiszpania           | 32                  |                     | 48.                 |
| 29                  | Paolo Tiralongo     | Włochy              | 38                  |                     | 74.                 |

### Tinkoff
| Tinkoff TNK | Tinkoff TNK        | Tinkoff TNK | Tinkoff TNK | Tinkoff TNK                                   | Tinkoff TNK |
| Numer       | Zawodnik           | Państwo     | Wiek        | Uwagi                                         | Miejsce     |
| ----------- | ------------------ | ----------- | ----------- | --------------------------------------------- | ----------- |
| 31          | Alberto Contador   | Hiszpania   | 33          |                                               | DNF-9       |
| 32          | Peter Sagan        | Słowacja    | 26          | Mistrz Świata w wyścigu ze startu wspólnego   | 95.         |
| 33          | Maciej Bodnar      | Polska      | 31          | Mistrz Polski w jeździe indywidualnej na czas | 159.        |
| 34          | Oscar Gatto        | Włochy      | 31          |                                               | 156.        |
| 35          | Robert Kišerlovski | Chorwacja   | 29          |                                               | 58.         |
| 36          | Roman Kreuziger    | Czechy      | 30          | Mistrz Czech w wyścigu ze startu wspólnego    | 10.         |
| 37          | Rafał Majka        | Polska      | 26          | Mistrz Polski w wyścigu ze startu wspólnego   | 27.         |
| 38          | Matteo Tosatto     | Włochy      | 42          |                                               | 145.        |
| 39          | Michael Valgren*   | Dania       | 24          |                                               | 77.         |

### Ag2r-La Mondiale
| Ag2r-La Mondiale ALM | Ag2r-La Mondiale ALM | Ag2r-La Mondiale ALM | Ag2r-La Mondiale ALM | Ag2r-La Mondiale ALM | Ag2r-La Mondiale ALM |
| Numer                | Zawodnik             | Państwo              | Wiek                 | Uwagi                | Miejsce              |
| -------------------- | -------------------- | -------------------- | -------------------- | -------------------- | -------------------- |
| 41                   | Romain Bardet        | Francja              | 25                   |                      | 2.                   |
| 42                   | Jan Bakelants        | Belgia               | 30                   |                      | 50.                  |
| 43                   | Mikaël Cherel        | Francja              | 30                   |                      | 57.                  |
| 44                   | Samuel Dumoulin      | Francja              | 35                   |                      | 130.                 |
| 45                   | Ben Gastauer         | Luksemburg           | 28                   |                      | 61.                  |
| 46                   | Cyril Gautier        | Francja              | 28                   |                      | 68.                  |
| 47                   | Alexis Gougeard*     | Francja              | 23                   |                      | 147.                 |
| 48                   | Domenico Pozzovivo   | Włochy               | 33                   |                      | 33.                  |
| 49                   | Alexis Vuillermoz    | Francja              | 28                   |                      | 20.                  |

### Team LottoNL-Jumbo
| Team LottoNL-Jumbo TLJ | Team LottoNL-Jumbo TLJ | Team LottoNL-Jumbo TLJ | Team LottoNL-Jumbo TLJ | Team LottoNL-Jumbo TLJ | Team LottoNL-Jumbo TLJ |
| Numer                  | Zawodnik               | Państwo                | Wiek                   | Uwagi                  | Miejsce                |
| ---------------------- | ---------------------- | ---------------------- | ---------------------- | ---------------------- | ---------------------- |
| 51                     | Wilco Kelderman*       | Holandia               | 25                     |                        | 32.                    |
| 52                     | George Bennett         | Nowa Zelandia          | 26                     |                        | 53.                    |
| 53                     | Dylan Groenewegen*     | Holandia               | 23                     |                        | 160.                   |
| 54                     | Bert-Jan Lindeman      | Holandia               | 27                     |                        | 94.                    |
| 55                     | Paul Martens           | Niemcy                 | 32                     |                        | 98.                    |
| 56                     | Timo Roosen*           | Holandia               | 23                     |                        | 111.                   |
| 57                     | Sep Vanmarcke          | Belgia                 | 27                     |                        | 104.                   |
| 58                     | Robert Wagner          | Niemcy                 | 33                     |                        | 163.                   |
| 59                     | Maarten Wynants        | Belgia                 | 34                     |                        | 138.                   |

### Trek-Segafredo
| Trek-Segafredo TFS | Trek-Segafredo TFS | Trek-Segafredo TFS | Trek-Segafredo TFS | Trek-Segafredo TFS                                | Trek-Segafredo TFS |
| Numer              | Zawodnik           | Państwo            | Wiek               | Uwagi                                             | Miejsce            |
| ------------------ | ------------------ | ------------------ | ------------------ | ------------------------------------------------- | ------------------ |
| 61                 | Bauke Mollema      | Holandia           | 29                 |                                                   | 11.                |
| 62                 | Fabian Cancellara  | Szwajcaria         | 35                 | Mistrz Szwajcarii w jeździe indywidualnej na czas | DNS-18             |
| 63                 | Markel Irizar      | Hiszpania          | 36                 |                                                   | 120.               |
| 64                 | Grégory Rast       | Szwajcaria         | 36                 |                                                   | 123.               |
| 65                 | Fränk Schleck      | Luksemburg         | 36                 |                                                   | 34.                |
| 66                 | Peter Stetina      | Stany Zjednoczone  | 28                 |                                                   | 46.                |
| 67                 | Jasper Stuyven*    | Belgia             | 24                 |                                                   | 99.                |
| 68                 | Edward Theuns*     | Belgia             | 25                 |                                                   | DNF-13             |
| 69                 | Haimar Zubeldia    | Hiszpania          | 39                 |                                                   | 24.                |

### IAM Cycling
| IAM Cycling IAM | IAM Cycling IAM     | IAM Cycling IAM | IAM Cycling IAM | IAM Cycling IAM | IAM Cycling IAM |
| Numer           | Zawodnik            | Państwo         | Wiek            | Uwagi           | Miejsce         |
| --------------- | ------------------- | --------------- | --------------- | --------------- | --------------- |
| 71              | Mathias Frank       | Szwajcaria      | 29              |                 | DNF-14          |
| 72              | Stef Clement        | Holandia        | 33              |                 | 18.             |
| 73              | Jérôme Coppel       | Francja         | 29              |                 | 75.             |
| 74              | Martin Elmiger      | Szwajcaria      | 37              |                 | 64.             |
| 75              | Sondre Holst Enger* | Norwegia        | 22              |                 | 141.            |
| 76              | Reto Hollenstein    | Szwajcaria      | 30              |                 | 97.             |
| 77              | Leigh Howard        | Australia       | 26              |                 | 172.            |
| 78              | Oliver Naesen       | Belgia          | 25              |                 | 83.             |
| 79              | Jarlinson Pantano   | Kolumbia        | 27              |                 | 19.             |

### Cannondale–Drapac
| Cannondale-Drapac CPT | Cannondale-Drapac CPT | Cannondale-Drapac CPT | Cannondale-Drapac CPT | Cannondale-Drapac CPT                      | Cannondale-Drapac CPT |
| Numer                 | Zawodnik              | Państwo               | Wiek                  | Uwagi                                      | Miejsce               |
| --------------------- | --------------------- | --------------------- | --------------------- | ------------------------------------------ | --------------------- |
| 81                    | Pierre Rolland        | Francja               | 29                    |                                            | 16.                   |
| 82                    | Matti Breschel        | Dania                 | 31                    |                                            | DNF-14                |
| 83                    | Lawson Craddock*      | Stany Zjednoczone     | 24                    |                                            | 124.                  |
| 84                    | Alex Howes            | Stany Zjednoczone     | 28                    |                                            | 131.                  |
| 85                    | Kristijan Koren       | Słowenia              | 29                    |                                            | 152.                  |
| 86                    | Sebastian Langeveld   | Holandia              | 31                    |                                            | DNF-10                |
| 87                    | Ramūnas Navardauskas  | Litwa                 | 28                    | Mistrz Litwy w wyścigu ze startu wspólnego | 134.                  |
| 88                    | Tom-Jelte Slagter     | Holandia              | 27                    |                                            | 82.                   |
| 89                    | Dylan van Baarle*     | Holandia              | 23                    |                                            | 91.                   |

### BMC Racing Team
| BMC Racing Team BMC | BMC Racing Team BMC | BMC Racing Team BMC | BMC Racing Team BMC | BMC Racing Team BMC                              | BMC Racing Team BMC |
| Numer               | Zawodnik            | Państwo             | Wiek                | Uwagi                                            | Miejsce             |
| ------------------- | ------------------- | ------------------- | ------------------- | ------------------------------------------------ | ------------------- |
| 91                  | Richie Porte        | Australia           | 31                  |                                                  | 5.                  |
| 92                  | Brent Bookwalter    | Stany Zjednoczone   | 32                  |                                                  | 117.                |
| 93                  | Marcus Burghardt    | Niemcy              | 33                  |                                                  | 89.                 |
| 94                  | Damiano Caruso      | Włochy              | 28                  |                                                  | 22.                 |
| 95                  | Rohan Dennis        | Australia           | 26                  | Mistrz Australii w jeździe indywidualnej na czas | DNS-17              |
| 96                  | Amaël Moinard       | Francja             | 34                  |                                                  | 45.                 |
| 97                  | Michael Schär       | Szwajcaria          | 29                  |                                                  | 76.                 |
| 98                  | Greg Van Avermaet   | Belgia              | 31                  |                                                  | 44.                 |
| 99                  | Tejay van Garderen  | Stany Zjednoczone   | 27                  |                                                  | 29.                 |

### Team Dimension Data
| Team Dimension Data DDD | Team Dimension Data DDD     | Team Dimension Data DDD | Team Dimension Data DDD | Team Dimension Data DDD                                                                         | Team Dimension Data DDD |
| Numer                   | Zawodnik                    | Państwo                 | Wiek                    | Uwagi                                                                                           | Miejsce                 |
| ----------------------- | --------------------------- | ----------------------- | ----------------------- | ----------------------------------------------------------------------------------------------- | ----------------------- |
| 101                     | Mark Cavendish              | Wielka Brytania         | 31                      |                                                                                                 | DNS-17                  |
| 102                     | Natnael Berhane*            | Erytrea                 | 25                      |                                                                                                 | 125.                    |
| 103                     | Edvald Boasson Hagen        | Norwegia                | 29                      | Mistrz Norwegii w jeździe indywidualnej na czas · Mistrz Norwegii w wyścigu ze startu wspólnego | 109.                    |
| 104                     | Steve Cummings              | Wielka Brytania         | 35                      |                                                                                                 | 140.                    |
| 105                     | Bernhard Eisel              | Austria                 | 35                      |                                                                                                 | 171.                    |
| 106                     | Reinardt Janse van Rensburg | Południowa Afryka       | 27                      |                                                                                                 | 115.                    |
| 107                     | Serge Pauwels               | Belgia                  | 32                      |                                                                                                 | 42.                     |
| 108                     | Mark Renshaw                | Australia               | 33                      |                                                                                                 | DNF-9                   |
| 109                     | Daniel Teklehaimanot        | Erytrea                 | 27                      | Mistrz Erytrei w jeździe indywidualnej na czas Mistrz Erytrei w wyścigu ze startu wspólnego     | 85.                     |

### Team Giant-Alpecin
| Team Giant-Alpecin GIA | Team Giant-Alpecin GIA | Team Giant-Alpecin GIA | Team Giant-Alpecin GIA | Team Giant-Alpecin GIA                          | Team Giant-Alpecin GIA |
| Numer                  | Zawodnik               | Państwo                | Wiek                   | Uwagi                                           | Miejsce                |
| ---------------------- | ---------------------- | ---------------------- | ---------------------- | ----------------------------------------------- | ---------------------- |
| 111                    | Warren Barguil*        | Francja                | 24                     |                                                 | 23.                    |
| 112                    | Roy Curvers            | Holandia               | 36                     |                                                 | 122.                   |
| 113                    | John Degenkolb         | Niemcy                 | 27                     |                                                 | 148.                   |
| 114                    | Tom Dumoulin           | Holandia               | 25                     | Mistrz Holandii w jeździe indywidualnej na czas | DNF-19                 |
| 115                    | Simon Geschke          | Niemcy                 | 30                     |                                                 | 66.                    |
| 116                    | Georg Preidler         | Austria                | 26                     |                                                 | 56.                    |
| 117                    | Ramon Sinkeldam        | Holandia               | 27                     |                                                 | 143.                   |
| 118                    | Laurens Ten Dam        | Holandia               | 35                     |                                                 | 73.                    |
| 119                    | Albert Timmer          | Holandia               | 31                     |                                                 | 153.                   |

### FDJ
| FDJ   | FDJ                   | FDJ        | FDJ  | FDJ                                            | FDJ     |
| Numer | Zawodnik              | Państwo    | Wiek | Uwagi                                          | Miejsce |
| ----- | --------------------- | ---------- | ---- | ---------------------------------------------- | ------- |
| 121   | Thibaut Pinot         | Francja    | 26   | Mistrz Francji w jeździe indywidualnej na czas | DNS-13  |
| 122   | William Bonnet        | Francja    | 34   |                                                | 127.    |
| 123   | Matthieu Ladagnous    | Francja    | 31   |                                                | DNF-9   |
| 124   | Steve Morabito        | Szwajcaria | 33   |                                                | 36.     |
| 125   | Cédric Pineau         | Francja    | 31   |                                                | DNF-9   |
| 126   | Sébastien Reichenbach | Szwajcaria | 27   |                                                | 14.     |
| 127   | Anthony Roux          | Francja    | 29   |                                                | 63.     |
| 128   | Jérémy Roy            | Francja    | 33   |                                                | 96.     |
| 129   | Arthur Vichot         | Francja    | 27   | Mistrz Francji w wyścigu ze startu wspólnego   | 78.     |

### Bora-Argon 18
| Bora-Argon 18 BOA | Bora-Argon 18 BOA   | Bora-Argon 18 BOA | Bora-Argon 18 BOA | Bora-Argon 18 BOA | Bora-Argon 18 BOA |
| Numer             | Zawodnik            | Państwo           | Wiek              | Uwagi             | Miejsce           |
| ----------------- | ------------------- | ----------------- | ----------------- | ----------------- | ----------------- |
| 131               | Emanuel Buchmann*   | Niemcy            | 23                |                   | 21.               |
| 132               | Shane Archbold      | Nowa Zelandia     | 27                |                   | DNS-18            |
| 133               | Jan Bárta           | Czechy            | 31                |                   | 88.               |
| 134               | Cesare Benedetti    | Włochy            | 28                |                   | 128.              |
| 135               | Sam Bennett         | Irlandia          | 25                |                   | 174.              |
| 136               | Bartosz Huzarski    | Polska            | 35                |                   | 39.               |
| 137               | Patrick Konrad*     | Austria           | 24                |                   | 65.               |
| 138               | Andreas Schillinger | Niemcy            | 32                |                   | 154.              |
| 139               | Paul Voss           | Niemcy            | 30                |                   | 101.              |

### Team Katusha
| Team Katusha KAT | Team Katusha KAT      | Team Katusha KAT | Team Katusha KAT | Team Katusha KAT | Team Katusha KAT |
| Numer            | Zawodnik              | Państwo          | Wiek             | Uwagi            | Miejsce          |
| ---------------- | --------------------- | ---------------- | ---------------- | ---------------- | ---------------- |
| 141              | Joaquim Rodríguez     | Hiszpania        | 37               |                  | 7.               |
| 142              | Jacopo Guarnieri      | Włochy           | 38               |                  | 165.             |
| 143              | Marco Haller*         | Austria          | 25               |                  | 162.             |
| 144              | Alexander Kristoff    | Norwegia         | 28               |                  | 149.             |
| 145              | Alberto Losada        | Hiszpania        | 34               |                  | 67.              |
| 146              | Michael Mørkøv        | Dania            | 31               |                  | DNF-8            |
| 147              | Jurgen Van den Broeck | Belgia           | 33               |                  | DNS-12           |
| 148              | Ángel Vicioso         | Hiszpania        | 38               |                  | 129.             |
| 149              | Ilnur Zakarin         | Rosja            | 26               |                  | 25.              |

### Lampre-Merida
| Lampre-Merida LAM | Lampre-Merida LAM | Lampre-Merida LAM | Lampre-Merida LAM | Lampre-Merida LAM | Lampre-Merida LAM |
| Numer             | Zawodnik          | Państwo           | Wiek              | Uwagi             | Miejsce           |
| ----------------- | ----------------- | ----------------- | ----------------- | ----------------- | ----------------- |
| 151               | Rui Costa         | Portugalia        | 29                |                   | 49.               |
| 152               | Yukiya Arashiro   | Japonia           | 31                |                   | 116.              |
| 153               | Matteo Bono       | Włochy            | 32                |                   | 136.              |
| 154               | Davide Cimolai    | Włochy            | 26                |                   | 168.              |
| 155               | Kristijan Đurasek | Chorwacja         | 28                |                   | 51.               |
| 156               | Tsgabu Grmay*     | Etiopia           | 24                |                   | 92.               |
| 157               | Louis Meintjes*   | Południowa Afryka | 24                |                   | 8.                |
| 158               | Luka Pibernik*    | Słowenia          | 22                |                   | 102.              |
| 159               | Jan Polanc*       | Słowenia          | 24                |                   | 54.               |

### Lotto Soudal
| Lotto Soudal LTS | Lotto Soudal LTS | Lotto Soudal LTS | Lotto Soudal LTS | Lotto Soudal LTS                             | Lotto Soudal LTS |
| Numer            | Zawodnik         | Państwo          | Wiek             | Uwagi                                        | Miejsce          |
| ---------------- | ---------------- | ---------------- | ---------------- | -------------------------------------------- | ---------------- |
| 161              | André Greipel    | Niemcy           | 33               | Mistrz Niemiec w wyścigu ze startu wspólnego | 133.             |
| 162              | Lars Bak         | Dania            | 36               |                                              | 173.             |
| 163              | Thomas De Gendt  | Belgia           | 29               |                                              | 40.              |
| 164              | Jens Debusschere | Belgia           | 26               |                                              | DNS-15           |
| 165              | Tony Gallopin    | Francja          | 28               |                                              | 71.              |
| 166              | Adam Hansen      | Australia        | 35               |                                              | 100.             |
| 167              | Greg Henderson   | Nowa Zelandia    | 39               |                                              | 155.             |
| 168              | Jürgen Roelandts | Belgia           | 31               |                                              | 126.             |
| 169              | Marcel Sieberg   | Niemcy           | 34               |                                              | 169.             |

### Direct Énergie
| Direct Énergie DEN | Direct Énergie DEN | Direct Énergie DEN | Direct Énergie DEN | Direct Énergie DEN | Direct Énergie DEN |
| Numer              | Zawodnik           | Państwo            | Wiek               | Uwagi              | Miejsce            |
| ------------------ | ------------------ | ------------------ | ------------------ | ------------------ | ------------------ |
| 171                | Bryan Coquard*     | Francja            | 24                 |                    | 113.               |
| 172                | Sylvain Chavanel   | Francja            | 37                 |                    | 43.                |
| 173                | Antoine Duchesne*  | Kanada             | 24                 |                    | 107.               |
| 174                | Yohann Gène        | Francja            | 35                 |                    | 158.               |
| 175                | Fabrice Jeandesboz | Francja            | 31                 |                    | 60.                |
| 176                | Adrien Petit       | Francja            | 25                 |                    | 164.               |
| 177                | Romain Sicard      | Francja            | 28                 |                    | 81.                |
| 178                | Angelo Tulik       | Francja            | 25                 |                    | DNF-12             |
| 179                | Thomas Voeckler    | Francja            | 37                 |                    | 79.                |

### Etixx-Quick Step
| Etixx-Quick Step EQS | Etixx-Quick Step EQS | Etixx-Quick Step EQS | Etixx-Quick Step EQS | Etixx-Quick Step EQS                           | Etixx-Quick Step EQS |
| Numer                | Zawodnik             | Państwo              | Wiek                 | Uwagi                                          | Miejsce              |
| -------------------- | -------------------- | -------------------- | -------------------- | ---------------------------------------------- | -------------------- |
| 181                  | Marcel Kittel        | Niemcy               | 28                   |                                                | 166.                 |
| 182                  | Julian Alaphilippe*  | Francja              | 24                   |                                                | 41.                  |
| 183                  | Iljo Keisse          | Belgia               | 33                   |                                                | 139.                 |
| 184                  | Daniel Martin        | Irlandia             | 29                   |                                                | 9.                   |
| 185                  | Tony Martin          | Niemcy               | 31                   | Mistrz Niemiec w jeździe indywidualnej na czas | DNF-21               |
| 186                  | Maximiliano Richeze  | Argentyna            | 33                   |                                                | 144.                 |
| 187                  | Fabio Sabatini       | Włochy               | 31                   |                                                | 150.                 |
| 188                  | Petr Vakoč*          | Czechy               | 23                   |                                                | 118.                 |
| 189                  | Julien Vermote       | Belgia               | 26                   |                                                | 114.                 |

### Cofidis
| Cofidis COF | Cofidis COF         | Cofidis COF | Cofidis COF | Cofidis COF | Cofidis COF |
| Numer       | Zawodnik            | Państwo     | Wiek        | Uwagi       | Miejsce     |
| ----------- | ------------------- | ----------- | ----------- | ----------- | ----------- |
| 191         | Daniel Navarro      | Hiszpania   | 32          |             | DNF-19      |
| 192         | Borut Božič         | Słowenia    | 35          |             | DNF-17      |
| 193         | Jérôme Cousin       | Francja     | 27          |             | 121.        |
| 194         | Nicolas Edet        | Francja     | 28          |             | 106.        |
| 195         | Arnold Jeannesson   | Francja     | 30          |             | 87.         |
| 196         | Christophe Laporte* | Francja     | 23          |             | 157.        |
| 197         | Cyril Lemoine       | Francja     | 33          |             | 137.        |
| 198         | Luis Ángel Maté     | Hiszpania   | 32          |             | 55.         |
| 199         | Geoffrey Soupe      | Francja     | 28          |             | 142.        |

### Orica–BikeExchange
| Orica–BikeExchange OBE | Orica–BikeExchange OBE  | Orica–BikeExchange OBE | Orica–BikeExchange OBE | Orica–BikeExchange OBE                                  | Orica–BikeExchange OBE |
| Numer                  | Zawodnik                | Państwo                | Wiek                   | Uwagi                                                   | Miejsce                |
| ---------------------- | ----------------------- | ---------------------- | ---------------------- | ------------------------------------------------------- | ---------------------- |
| 201                    | Simon Gerrans           | Australia              | 36                     |                                                         | DNS-13                 |
| 202                    | Michael Albasini        | Szwajcaria             | 35                     |                                                         | 132.                   |
| 203                    | Luke Durbridge*         | Australia              | 25                     |                                                         | 112.                   |
| 204                    | Mathew Hayman           | Australia              | 38                     |                                                         | 135.                   |
| 205                    | Daryl Impey             | Południowa Afryka      | 31                     | Mistrz Południowej Afryki w wyścigu ze startu wspólnego | 38.                    |
| 206                    | Christopher Juul-Jensen | Dania                  | 26                     |                                                         | 119.                   |
| 207                    | Michael Matthews        | Australia              | 25                     |                                                         | 110.                   |
| 208                    | Rubén Plaza             | Hiszpania              | 36                     |                                                         | 72.                    |
| 209                    | Adam Yates*             | Wielka Brytania        | 23                     |                                                         | 4.                     |

### Fortuneo–Vital Concept
| Fortuneo–Vital Concept FVC | Fortuneo–Vital Concept FVC | Fortuneo–Vital Concept FVC | Fortuneo–Vital Concept FVC | Fortuneo–Vital Concept FVC | Fortuneo–Vital Concept FVC |
| Numer                      | Zawodnik                   | Państwo                    | Wiek                       | Uwagi                      | Miejsce                    |
| -------------------------- | -------------------------- | -------------------------- | -------------------------- | -------------------------- | -------------------------- |
| 211                        | Eduardo Sepúlveda*         | Argentyna                  | 25                         |                            | 59.                        |
| 212                        | Vegard Breen               | Norwegia                   | 26                         |                            | 167.                       |
| 213                        | Anthony Delaplace          | Francja                    | 26                         |                            | 90.                        |
| 214                        | Brice Feillu               | Francja                    | 30                         |                            | 70.                        |
| 215                        | Armindo Fonseca            | Francja                    | 27                         |                            | 146.                       |
| 216                        | Daniel McLay*              | Wielka Brytania            | 24                         |                            | 170.                       |
| 217                        | Pierre-Luc Périchon        | Francja                    | 29                         |                            | 93.                        |
| 218                        | Chris Anker Sørensen       | Dania                      | 31                         |                            | 84.                        |
| 219                        | Florian Vachon             | Francja                    | 31                         |                            | 105.                       |

## Kraje reprezentowane przez kolarzy
| Państwo           | Liczba kolarzy | Liczba kolarzy, którzy ukończyli wyścig | Wygrane etapy                                             |
| ----------------- | -------------- | --------------------------------------- | --------------------------------------------------------- |
| Argentyna         | 2              | 2                                       |                                                           |
| Australia         | 9              | 6                                       | 1 (Michael Matthews x1)                                   |
| Austria           | 4              | 4                                       |                                                           |
| Belgia            | 14             | 11                                      | 2 (Thomas De Gendt x1, Greg Van Avermaet x1)              |
| Białoruś          | 1              | 1                                       |                                                           |
| Chorwacja         | 2              | 2                                       |                                                           |
| Czechy            | 3              | 3                                       |                                                           |
| Dania             | 7              | 5                                       |                                                           |
| Erytrea           | 2              | 2                                       |                                                           |
| Estonia           | 1              | 1                                       |                                                           |
| Etiopia           | 1              | 1                                       |                                                           |
| Francja           | 38             | 34                                      | 1 (Romain Bardet x1)                                      |
| Hiszpania         | 18             | 14                                      | 1 (Jon Izagirre x1)                                       |
| Holandia          | 15             | 13                                      | 2 (Tom Dumoulin x2)                                       |
| Irlandia          | 2              | 2                                       |                                                           |
| Japonia           | 1              | 1                                       |                                                           |
| Kanada            | 1              | 1                                       |                                                           |
| Kazachstan        | 1              | 1                                       |                                                           |
| Kolumbia          | 4              | 4                                       | 1 (Jarlinson Pantano x1)                                  |
| Litwa             | 1              | 1                                       |                                                           |
| Luksemburg        | 2              | 2                                       |                                                           |
| Niemcy            | 12             | 11                                      | 2 (Marcel Kittel x1, André Greipel x1)                    |
| Norwegia          | 4              | 4                                       |                                                           |
| Nowa Zelandia     | 3              | 2                                       |                                                           |
| Polska            | 3              | 3                                       |                                                           |
| Portugalia        | 2              | 2                                       |                                                           |
| Południowa Afryka | 3              | 3                                       |                                                           |
| Rosja             | 1              | 1                                       | 1 (Ilnur Zakarin x1)                                      |
| Słowacja          | 1              | 1                                       | 3 (Peter Sagan x3)                                        |
| Słowenia          | 4              | 3                                       |                                                           |
| Stany Zjednoczone | 5              | 5                                       |                                                           |
| Szwajcaria        | 9              | 7                                       |                                                           |
| Ukraina           | 1              | 1                                       |                                                           |
| Wielka Brytania   | 8              | 7                                       | 7 (Mark Cavendish x4, Chris Froome x2, Steve Cummings x1) |
| Włochy            | 13             | 13                                      |                                                           |
| RAZEM             | 198            | 174                                     |                                                           |